# Cucina giamaicana

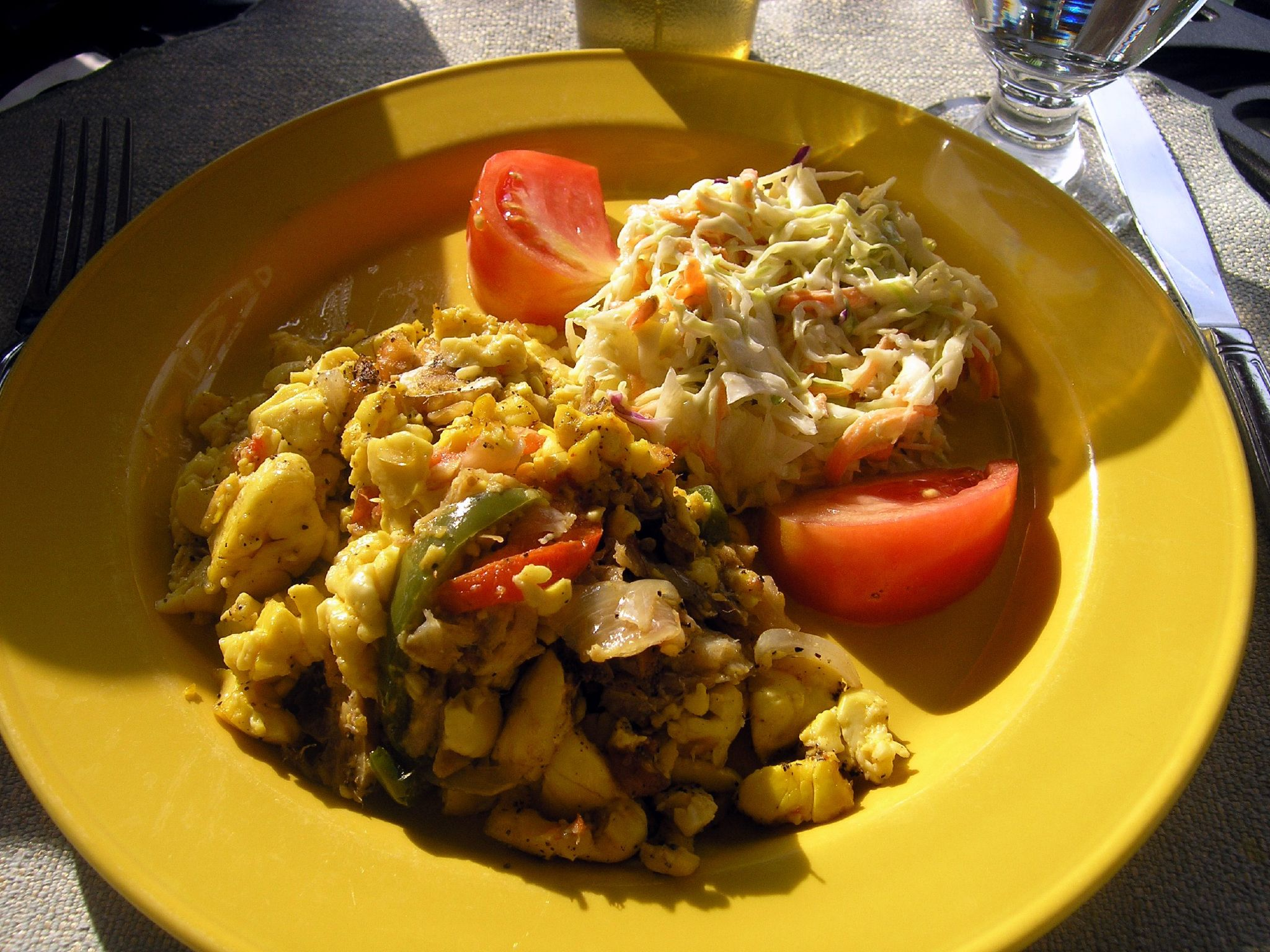
Un piatto di Ackee and saltfish

La cucina giamaicana è stata influenzata tanto dalle popolazioni indigene quanto dalle cucine delle popolazioni europee (in particolare spagnoli, irlandesi, britannici, francesi, portoghesi), africane (soprattutto dell'Africa occidentale) ed asiatiche (in particolare cinesi e indiani) che l'hanno popolata. Una menzione merita poi l'influenza della cucina ital, legata al Rastafarianesimo, che ha introdotto molti piatti vegetariani.
Pesce e frutti di mare, carni di diverso tipo, frutta tropicale e spezie caratterizzano dunque questa cucina.

## Pietanze

### Piatti principali
- Ackee and saltfish

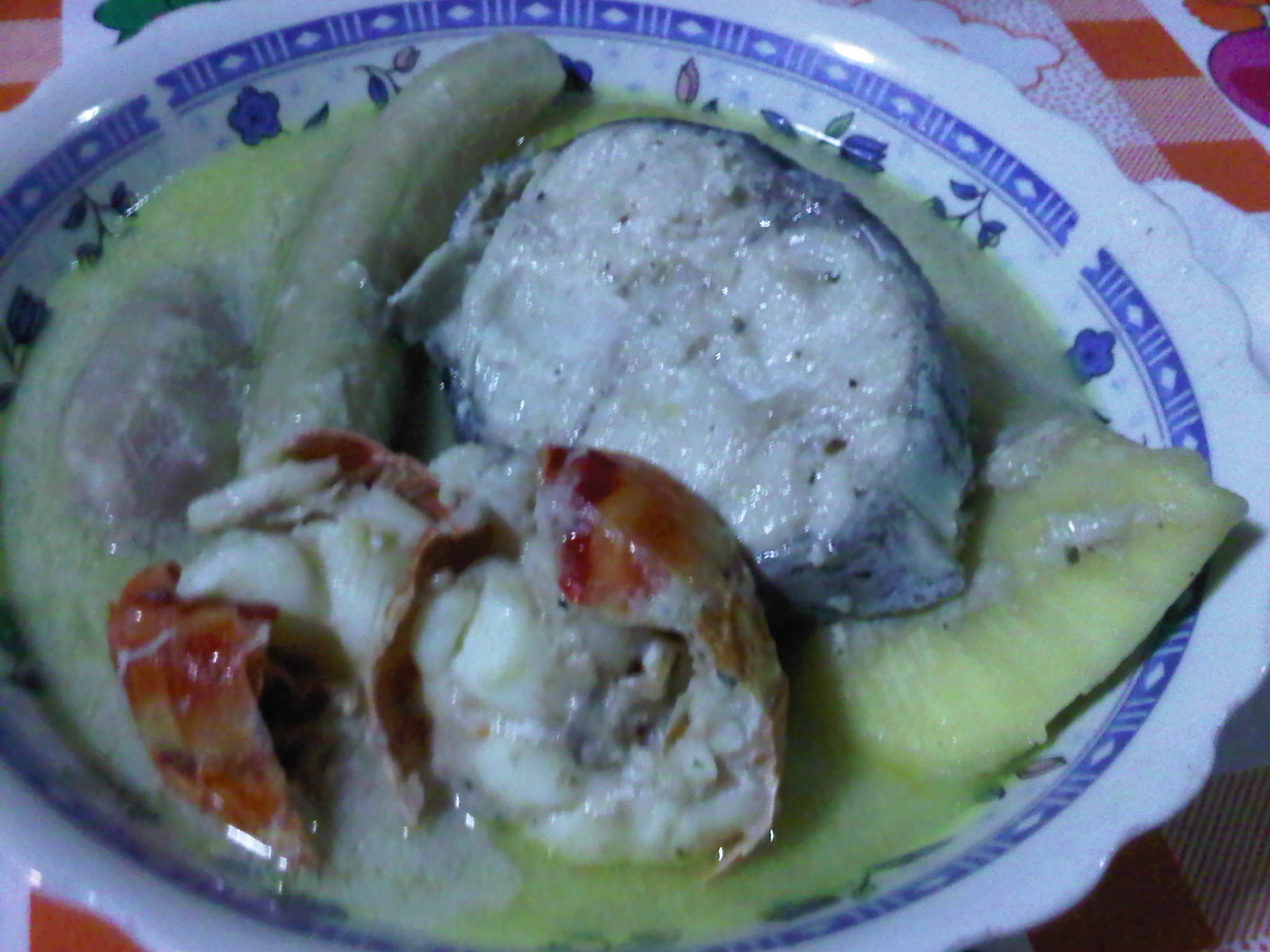
Run down

- Baccalà con cavolo cappuccio e callaloo
- Corned beef
- Jamaican patty (con diversi ripieni: carne di manzo o di pollo, pesce, ortaggi)
- Jerk chicken
- Run down

### Zuppe

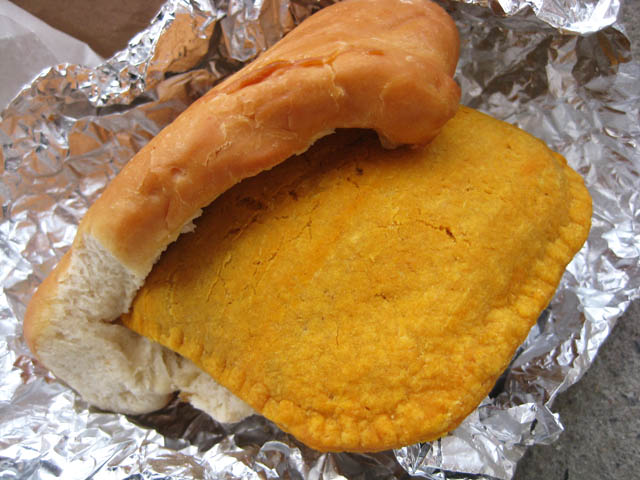
Coco bread farcito con jamaican patty

- Mannish water
- Fish tea
- Red Peas Soup

### Contorni

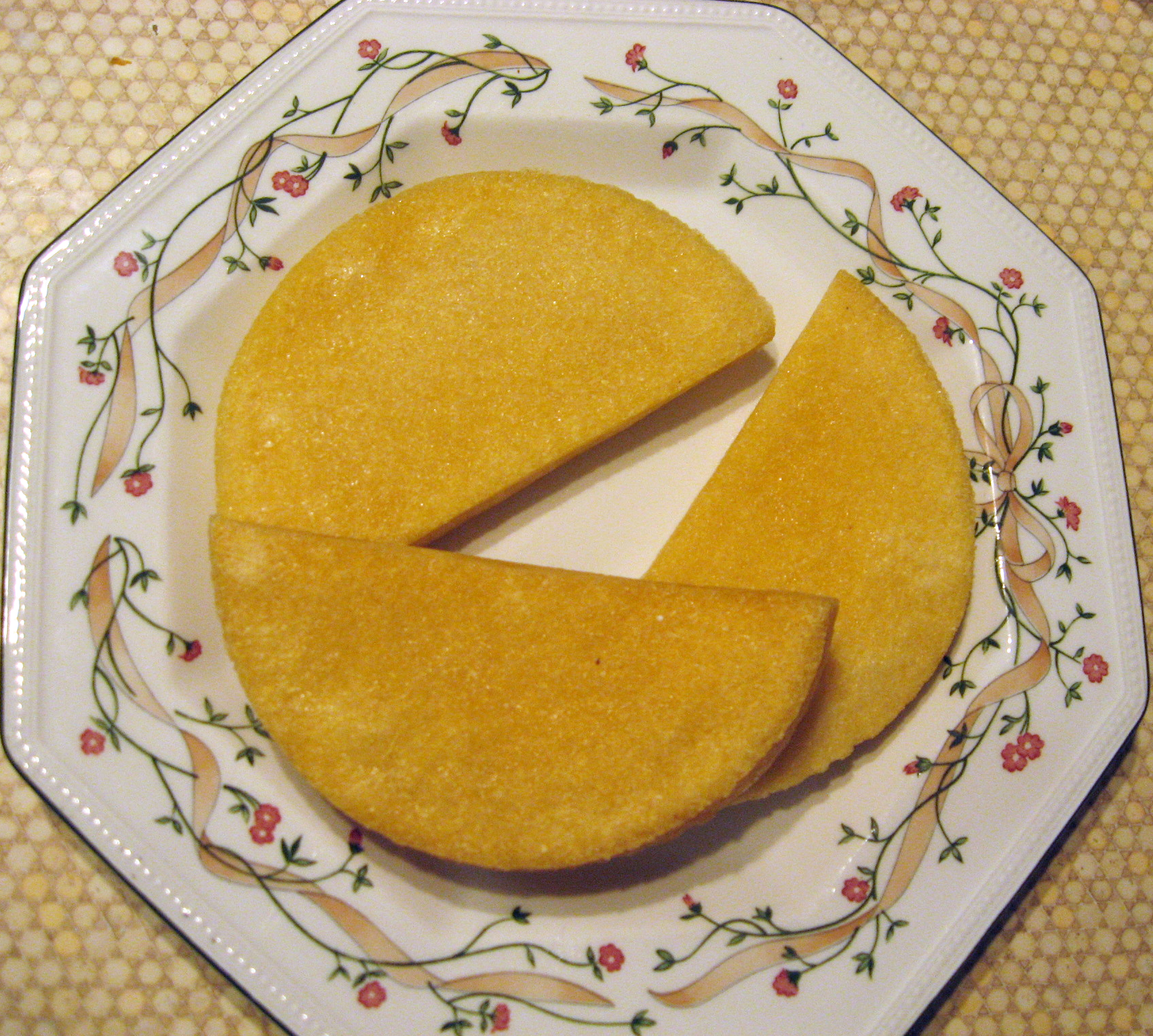
Bammy

- Bammy
- Platano
- Callaloo
- Coco bread
- Festival
- Hard dough bread

### Dolci
- Asham
- Black cake
- Bulla cakes
- Grater cake
- Hummingbird cake
- Rum cake